# 奥特地区
奥特地区（法語：Pays d'Othe，法語發音：[pe.i dɔt]）是法国的一个传统地区。该地区位于巴黎盆地，多树木繁茂的丘陵。
在行政区划上，奥特地区位于奥布省和约讷省。奥特地区位于白垩香槟地区（Champagne crayeuse）和潮湿香槟地区（Champagne humide）之间，由瓦讷河界定，是一个具有原始面貌的地区，森林遍布一半以上的土地。 
此外，该地有着丰富的文化遗产，如苹果酒、菜市场、宗教遗址，以及瓦讷河畔维勒莫尔圣母教堂的木质聖壇屏，其被认定为法国剩下的六个中最重要的一个。 
奥特地区艾克斯被认为是奥特地区的中心。